# MH 34. Bercsényi László Különleges Műveleti Zászlóalj
A Magyar Honvédség 34. Bercsényi László Különleges Műveleti Zászlóalj (korábban MH 34. Bercsényi László Felderítő Zászlóalj) a Magyar Honvédség Szolnokon állomásozó különleges alakulata.

## Története
Az alakulat jogelődje az 1939. október 1-jén megalakult Magyar Királyi vitéz Bertalan Árpád I. Honvéd Ejtőernyős Zászlóalj volt. A zászlóalj első és egyben utolsó ejtőernyős bevetését 1941. április 12-én hajtotta végre. A zászlóalj a háború további időszakában, mint gyalogos alegység harcolt, majd a háború végén felszámolták. Az ejtőernyős fegyvernem hagyományait az 1951. október 4-én Székesfehérváron megalakult ejtőernyős zászlóalj vitte tovább.
1959 őszén a MNVK 2. Csoportfőnökség közvetlen alárendeltségében megalakult a 34. különleges rendeltetésű mélységi felderítő század, amely 1962-ben zászlóalj szintre tért át.
Az alakulat 1963-ban Szolnokra települt a Thököly úti laktanyába.
Hadsereg közvetlen alakulatként megalakult a 34. önálló mélységi felderítő zászlóalj bázisán a 27. önálló mélységi felderítő század. Létszáma és technikai ellátottsága biztosította 8, majd M+24 órától 12 MFCS (Mélységi Felderítő Csoport) alkalmazását. A 70-es évek közepén a század korszerűbb rádióeszközöket, vevőközpontokat, és ejtőernyőket kapott.
1977-ben a 34. önálló mélységi felderítő zászlóalj az 5. hadsereg parancsnokság közvetlen alárendeltségébe került, így az önálló felderítő század beolvadt a zászlóalj állományába. Így a zászlóalj három azonos szervezetű századdal, vagyis 27 MFCS-vel rendelkezett. (A különleges rendeltetésű MFCS a többcélú alkalmazási lehetőséget - felderítés, diverziós tevékenység, kapcsolatfelvétel az ügynöki tevékenységgel - fejezte ki.
Állományába korszerűbb speciális (ügynöki) rádióállomások , vevőközpontok, és más technikai eszközök és anyagok kerültek (távcsöves puska, hangtompítók, éjjelátó távcsövek, lokátor-felderítő berendezések, távrobbantó eszközök, felderítő tőrök, tartósított élelmiszercsomagok, esővédő-és álcaruha stb.).
Az alakulatnál 1973-ban kezdték meg Mi-8-as típusú helikopterből ejtőernyős ugrások végrehajtását.

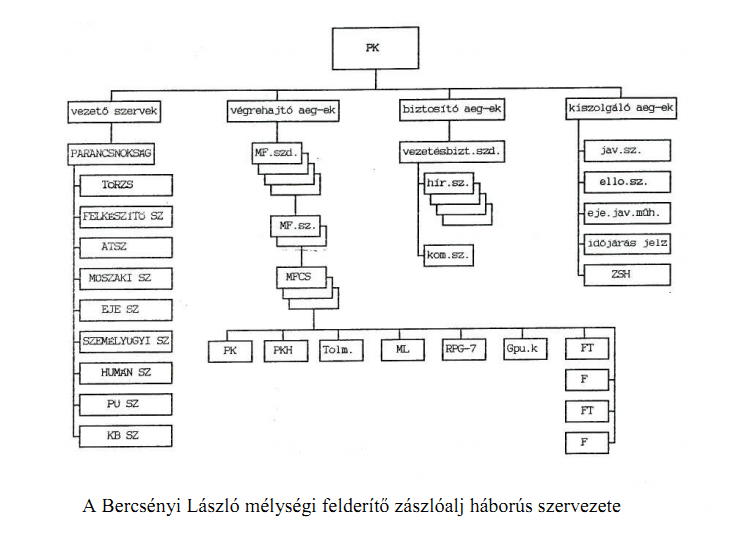
MH 34. Bercsényi László Felderítő Zászlóalj háborús szervezete

Az alakulat 2001-ben költözött tovább jelenlegi helyére, a repülőtérre. 
A zászlóalj 1991-ben vette fel a Bercsényi László nevét és 1991. március 15-én a honvédelmi miniszter csapatzászlót adományozott az alakulat részére. 1992-ben és 1999-ben az alakulat részt vett a déli határszakasz biztosításában. Az alakulat 1. felderítő százada Magyarország NATO tagságától kezdődően felajánlásra került, először 1999-2003 között az AMF(L) kötelékébe, majd ugyanez a század 2004. január 16-tól már az AMF(L) helyébe lépett NRF kötelékében teljesített féléves készenléti szolgálatot. 2004 augusztusától vesz részt az ISAF műveletekben, Afganisztánban. 2005. szeptember 1-jétől az alakulat neve: MH 34. Bercsényi László Különleges Műveleti Zászlóalj.
A képzést támogatja MTT (Mobil Training Team) Amerikai Egyesült Államok kormányának megbízásából segíti a különböző országok hadseregeit, többek között a különleges műveleti képességeik kialakításában. A Bercsényi zászlóalj tagjai különféle "special forces" képzésben részesülnek, mint például a híres green beret (zöld sapkás). A teljes képzés 2 éves, és emellett egy 3 hetes különleges túlélési gyakorlaton vesznek részt (ami állítólag még az ilyen alakulatoknál se átlagos).
A kiképzés konkrét segítése mellett a csoport másik fontos feladata a jövőben egy olyan kiképzési program összeállítása, amelynek alapján a zászlóalj a jövőben már önmaga készítheti fel katonáit. Sőt, nem csak saját katonáit. A közeljövő tervei között szerepel ugyanis egy, az MH Béketámogató Kiképző Központ és a Bercsényi-zászlóalj bázisán megalakítandó regionális különleges műveleti kiképző központ létrehozása, amely egyrészt a környező országok, illetve más NATO-tagállamok különleges erői kiképzésének bázisa lehetne, másrészt pedig a Magyar Honvédség egy újabb, NATO-nak felajánlható képességévé válhatna.
A zászlóalj felszerelése nem nyilvános, de a némileg publikus információk, videók, és képek alapján egy különleges erőkhöz méltóan, átlagon felüli a felszerelésük.
Kézi fegyvereik között megtalálhatóak, az MP5, M4A1 SOPMOD, GEPARD stb.
"A híradást, a biztonságos összeköttetést szolgálják a többsávos, hordozható URH-rádiók is, melyek közül az egyik SATCOM (műholdas) antennával képes a világ bármely pontján lévő hadműveleti területről összeköttetést biztosítani. Emellett kaptak ütés- és vízálló zsebszámítógépeket (Pocket PC handheld) és laptopokat, amelyek (valamint a digitális fényképezőgépek) segítségével a műholdas rendszeren keresztül akár fotót is képesek továbbítani a műveleti területről. Ugyancsak megérkeztek a speciális, nyolcvanliteres, vízhatlan, variálható, gyorsleoldó zárral ellátott hátizsákok, és tesztelik már a jelenlegi repeszálló mellényhez hasonló védelmi fokozatú málha- és védőmellényt is. Ez a különleges erők által tervezett mellény „felhasználóbarát", modul rendszerű, a feladatnak és használó igényeinek megfelelően állítható össze, továbbá eltávolítható nyak- és felkarvédelemmel is rendelkezik. Folyamatosan érkeznek a szükséges fegyverek, felszerelések, új technikai eszközök is".
2016. január 1-én a zászlóalj bázisán megalakult MH 2. vitéz Bertalan Árpád Különleges Rendeltetésű Dandár kötelék zászlóalja lett.